# MOBO Awards 2002
Die MOBO Awards 2002 waren die siebte Preisverleihung des britischen Musikpreises MOBO Award. Erneut fand die Verleihung am 1. Oktober 2002 in der London Arena statt. Moderatoren waren diesmal Alesha Dixon und LL Cool J. Sie wurde im Fernsehen gesendet am 3. Oktober 2002.

## Preisträger
- Best Album: Alicia Keys – Songs in A Minor
- Best Single: Ms. Dynamite – It Takes More
- UK Act of the Year: Ms. Dynamite
- Best Newcomer: Ms. Dynamite
- Best Video: Aaliyah – More Than a Woman
- Best Hip Hop Act: Ja Rule
- Best R&B Act: Ashanti
- Best Reggae Act: Sean Paul
- Best Gospel Act: Michelle Williams
- Best Jazz Act: Norah Jones
- Best World Music Act: Angelic Kitto
- Best Garage Act: Mis-Teeq
- Best Producer: Neptunes
- MOBO Unsung Award: Street Politics
- MOBO Outstanding Achievement: Lisa „Left Eye“ Lopes
- MOBO Lifetime Achievement: Chaka Khan
- Best DJ (UK): Steve Sutherland
- Contribution to Music Award: Jimmy Cliff